# Impatiens cardiophylla
Impatiens cardiophylla är en balsaminväxtart som beskrevs av Joseph Dalton Hooker. Impatiens cardiophylla ingår i släktet balsaminer, och familjen balsaminväxter. Inga underarter finns listade i Catalogue of Life.